# Dublin United Football Club
Dublin United Football Club est un club de football basé à Donnybrook un des quartiers sud de Dublin en Irlande. Le club est actif dans les années 1920. Il dispute alors la Leinster Senior League et le championnat d'Irlande de football. Dublin United fait partie des huit clubs fondateurs de la compétition.

## Histoire
En 1920-1921, Dublin United dispute la Leinster Senior League et remportent la Leinster Senior Cup battant le Saint James's Gate FC 1-0 en finale.
En 1921, avec les clubs de Shelbourne FC, Bohemian FC, Saint James's Gate FC, Jacobs FC, Olympia FC, YMCA et Frankfort, le club fait partie des créateurs du premier championnat d'Irlande représentant le nouvel état en cours de création et s'opposant ainsi à l'Association irlandaise de football qui siège à Belfast. Lors de cette saison inaugurale, Dublin United s'impose contre Frankfort FC sur le score de 6 buts à 0 et cela restera comme la plus large victoire du club en championnat. Le club termine la compétition à la septième place avec 5 victoires en quatorze matchs devançant simplement YMCA. La même année, Dublin United dispute la Coupe d'Irlande. Au premier tour, UNited bat Frankfort 8 buts à 1. Au second tour le club perd 5 à 1 contre les Shamrock Rovers, les futurs vainqueurs.
Lors de leur seconde et dernière saison en championnat d'Irlande, Dublin United termine la compétition à la dixième place. Lors du dernier match de la saison UNited doit accueillir le club de Rathmines Athletic. Mais quelques heures avant le match Rathmines décide d'abandonner la compétition sans jouer le match. Celui-ci est donc annulé. United se verra ensuite accorder la victoire sur tapis vert. En Coupe d'Irlande, lors des huitièmes de finale, Dublin United s'y reprend à trois reprises pour éliminer les Sligo Rovers. En quarts, ils perdent 3-2 contre le Fordsons FC.
Au terme de la saison 1922-1923, Olympia FC et Dublin United ne sont pas réélus au sein du championnat,.

## Palmarès
- Leinster Senior Cup
  - Victoire en 1920-1921